# Рочев Василь Васильович
Василь Васильович Рочев (нар. 23 жовтня 1980 Сиктивкар, СРСР) — російський лижник, член збірної команди Росії з лижних гонок. Учасник двох зимових Олімпіад: 2002 в Солт-Лейк-Сіті та 2006 в Турині. Чемпіон світу 2005 р. Протягом кількох років був капітаном чоловічої російської збірної команди, однак після того, як Василь пішов зі збірної на самостійну підготовку зі своїм батьком та тренером Василем Павловичем Рочевим, його на цій посаді змінив його товариш по команді Микола Панкратов. Одружений з триразовою олімпійською чемпіонкою Юлією Чепаловою, у них троє дітей.

## Освіта
У 1997 році закінчив ліцей при педагогічному училищі. 
У тому ж році поступив на юридичне відділення Рязанської академії права та управління при Міністерстві юстиції РФ, яку закінчив у 2001 році. 

## Досягнення в спорті
У збірній Росії з лижних перегонів з 1999 року. 
Неодноразовий чемпіон Росії. Переможець та срібний призер першості світу серед юніорів 2000 року. 
Учасник Олімпійських ігор 2002 року в Солт-Лейк-Сіті. 
Чемпіон світу 2005 року в спринті. 
Бронзовий призер Олімпійських ігор 2006 в командному спринті в парі з Іваном Алиповим. Володар двох срібних медалей чемпіонату світу 2007. 